# Stare, nowe, najnowsze
Stare, nowe, najnowsze – program muzyczny pojawiający się w latach 1986–1989 na antenie TVP. Program prowadziła Maria Szabłowska. Emisja programu odbywała się co tydzień w sobotnie poranki.

## Opis
W programie były prezentowane teledyski muzyczne z lat 60., 70. i 80. W programie także były emitowane teledyski zaprezentowane m.in. przez aktorów czy spikerów. Ostatni odcinek programu został wyemitowany 30 września 1989 r.